# 日立市郷土博物館
日立市郷土博物館（ひたちしきょうどはくぶつかん）は、茨城県日立市にある博物館。

## 展示内容

### 常設展

#### 1階　日立の歴史
- 日立のあけぼの
- 縄文土器の時代
- 稲作のはじまり
- ムラからクニヘ
- 律令の時代
- 信仰と政治
- 村と農民
- 海防農兵と助川海防城
- 近代社会への歩み
- 近世・近代の文化

#### 2階　日立の民俗と産業
- 日立のささら
- 日立風流物
- 年中行事
- 民間信仰
- 職人の道具
- 住まいとくらしの道具
- 仕事の道具
- 馬産
- 近代の漁業
- 日立鉱山の発展
- 日立製作所の創業
- 大正・昭和、まちのくらし
- 戦争と戦災

## 催し物
毎週水曜日に外部から講師を招いて、「館長と学ぶ」という講座を開催している。定員は60名、受講料は資料代の100円である。また、不定期で講座を開くこともある。
2004年から「我が家のルーツ調べ相談室」を開いた。古代中世の氏族・豪族を専門に研究した館長・志田諄一自らが市民の先祖や家系調べの相談にのるという企画で、多数の応募があったという。

## 研究
2013年までの調査で長者山遺跡が常陸国風土記に記されている古代官道の休憩所「藻島駅家（めしまのうまや）」の可能性があることなどを発表している。

## 施設
- 開館時間：9:30～16:30
- 休業日：毎月最終月曜日、年末年始（12月28日－1月4日）（臨時休館の場合も有）
- 料金： 無料（特別展は有料の場合あり）

## 交通
- 鉄道：  JR常磐線日立駅よりバス約10分。
- 自家用車： 常磐自動車道日立中央ICより約10分